# Den sidste fejl
Den sidste fejl er en dansk kortfilm fra 2004, der er instrueret af Martin Boserup efter manuskript af Keli Hlodversson.

## Handling
Denne artikel mangler et handlingsreferat. Hjælp os med at skrive det.